# Cypripedium plectrochilum
Cypripedium plectrochilum — травянистое растение; вид секции Arietinum рода Башмачок семейства Орхидные.
Относится к числу охраняемых видов (II приложение CITES).
Китайское название: 离萼杓兰 li e shao lan.

## Распространение и экология
Китай (Хубэй, Сычуань, Тибет, Юньнань), Мьянма.
Леса, лесные опушки, кустарниковые заросли, каменистые и травянистые склоны на высотах 2000—3600 метров над уровнем моря.

## Ботаническое описание

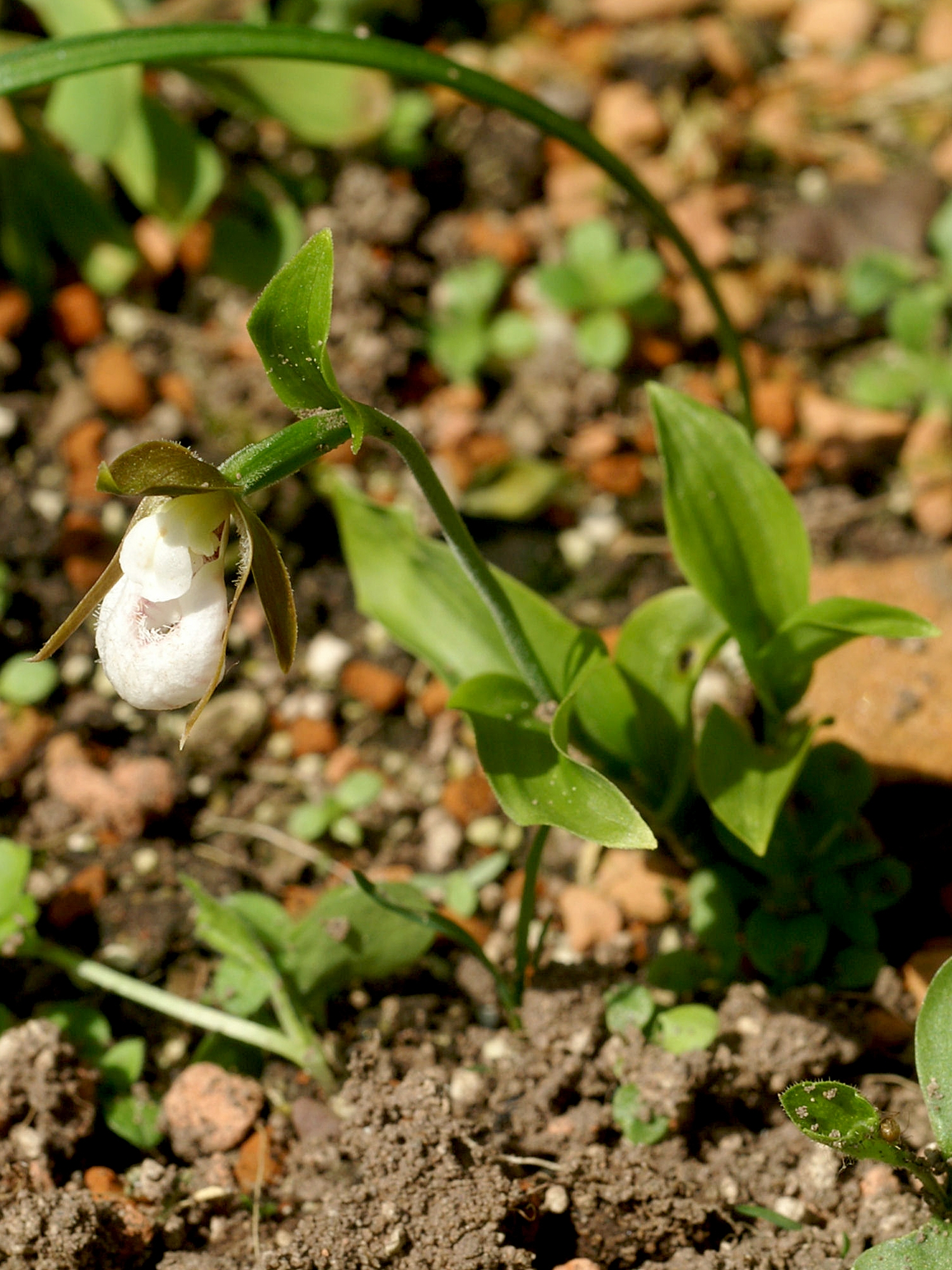

Травянистый многолетник 12—30 см высотой, с толстым, довольно коротким корневищем. Стебель прямостоячий, опушенный, с несколькими листовыми влагалищами у основания и 3 или реже 2-я или 4-я листьями выше.
Листовая пластинка эллиптическая, узко-эллиптически-ланцетная, 4,5—6 × 1—3,5 см, на конце острая или вскоре заостренная.
Соцветие верхушечное, с 1 цветком. Прицветники листовидные, эллиптические-ланцетные или ланцетные, 2—3 × 0,7—0,8 см, слегка реснитчатые, заострённые. Цветки относительно небольшие; чашелистики и лепестки шоколадно-коричневые или зеленовато-коричневые, лепестки обычно с белым краем; губа и стаминодий белые, с розовым оттенком. Спинные чашелистики яйцевидно-ланцетные, 1,6—1,8 × 0,7—0,8 см, слегка волосатые у основания, боковые чашелистики свободные, линейно-ланцетные, 1,6—1,8 × 0,2—0,3 см, слегка волосатые у основания, заостренные. Лепестки 1,6—2,1 × 0,1—0,2 см, опушённые; губа 1,6—2,4 × примерно 1 см, опушенная вокруг отверстия. Стаминодий обратнояйцевидный или квадратно-обратнояйцевидный, 5—6 мм.
Кариотип: 2n = 20.
Цветение в апреле-июне.

## В культуре
В культуре несколько проще, чем Cypripedium arietinum. На рынке присутствуют, как незаконно вывезенные из природы растения, так и размноженные в лабораторных условиях. Почвенная смесь в основном должна быть неорганической, с нейтральным рН. Растения требуют защиты от зимних дождей. Из-за маленьких размеров удобнее горшечная культура. 
Зоны морозостойкости: 5—7, возможно 8.
В условиях Москвы и Тверской области (Андреапольский район) выпал после первой зимовки.